# 대구남부경찰서
대구남부경찰서(大邱南部警察署, Daegu Nambu Police Station)는 대구광역시경찰청이 관할하는 경찰서 중 하나이다. 대구광역시 남구를 관할한다. 대구광역시 남구 대명로 249(대명5동 1701-7번지)에 위치하고 있다.
서장은 총경으로 보한다.

## 기본 정보
- 주소: 대구광역시 남구 대명로 249(대명5동 1701-7번지)

## 연혁
- 1946년 9월 1일: 제24구경찰서 개서
- 1949년 2월 23일: 달성경찰서로 변경
- 1949년 9월 3일: 남대구경찰서로 변경
- 1973년 7월 14일: 대구남부경찰서로 변경

## 관할 지구대·파출소
| 명칭         | 사진 | 주소             | 관할구역 | 치안센터                                  |
| ------------ | ---- | ---------------- | -------- | ----------------------------------------- |
| 봉천지구대   |      | 봉덕로 87        |          | 이천치안센터 덕천치안센터                 |
| 동대명지구대 |      | 양지로 100       |          | 명동치안센터 대명5동치안센터 명덕치안센터 |
| 서대명파출소 |      | 현충로 51        |          |                                           |
| 대명파출소   |      | 두류공원로18길 1 |          |                                           |
| 남대명파출소 |      | 대명남로 57-3    |          |                                           |

## 같이 보기
- 대구광역시지방경찰청

## 사건 및 사고
- 대구 대명동 가스 폭발 사고